# Styloniscus monocellatus
Styloniscus monocellatus är en kräftdjursart som först beskrevs av Dollfus 1890.  Styloniscus monocellatus ingår i släktet Styloniscus och familjen Styloniscidae. Inga underarter finns listade i Catalogue of Life.